# Béthencourt-sur-Mer
Béthencourt-sur-Mer (picardisch: Bétincourt-su-Mér) ist eine nordfranzösische Gemeinde mit 897 Einwohnern (Stand 1. Januar 2022) im Département Somme in der Region Hauts-de-France. Die Gemeinde liegt im Arrondissement Abbeville und ist Teil der Communauté de communes du Vimeu und des Kantons Friville-Escarbotin.

## Geographie
Die Gemeinde am Rand der Hochfläche des Vimeu liegt rund fünf Kilometer südöstlich von Ault und schließt westlich an Tully an; sie liegt zwischen der früheren Route nationale 25 im Süden und der Gemeinde Allenay im Norden. Das Gemeindegebiet liegt im Regionalen Naturpark Baie de Somme Picardie Maritime.
| 1962 | 1968 | 1975 | 1982 | 1990 | 1999 | 2006 | 2011 |
| ---- | ---- | ---- | ---- | ---- | ---- | ---- | ---- |
| 1220 | 1120 | 1163 | 1074 | 1024 | 997  | 1028 | 1033 |

## Sehenswürdigkeiten
- Kirche Saint-Étienne[1]